# St. Jakobus der Ältere (Trossenfurt)

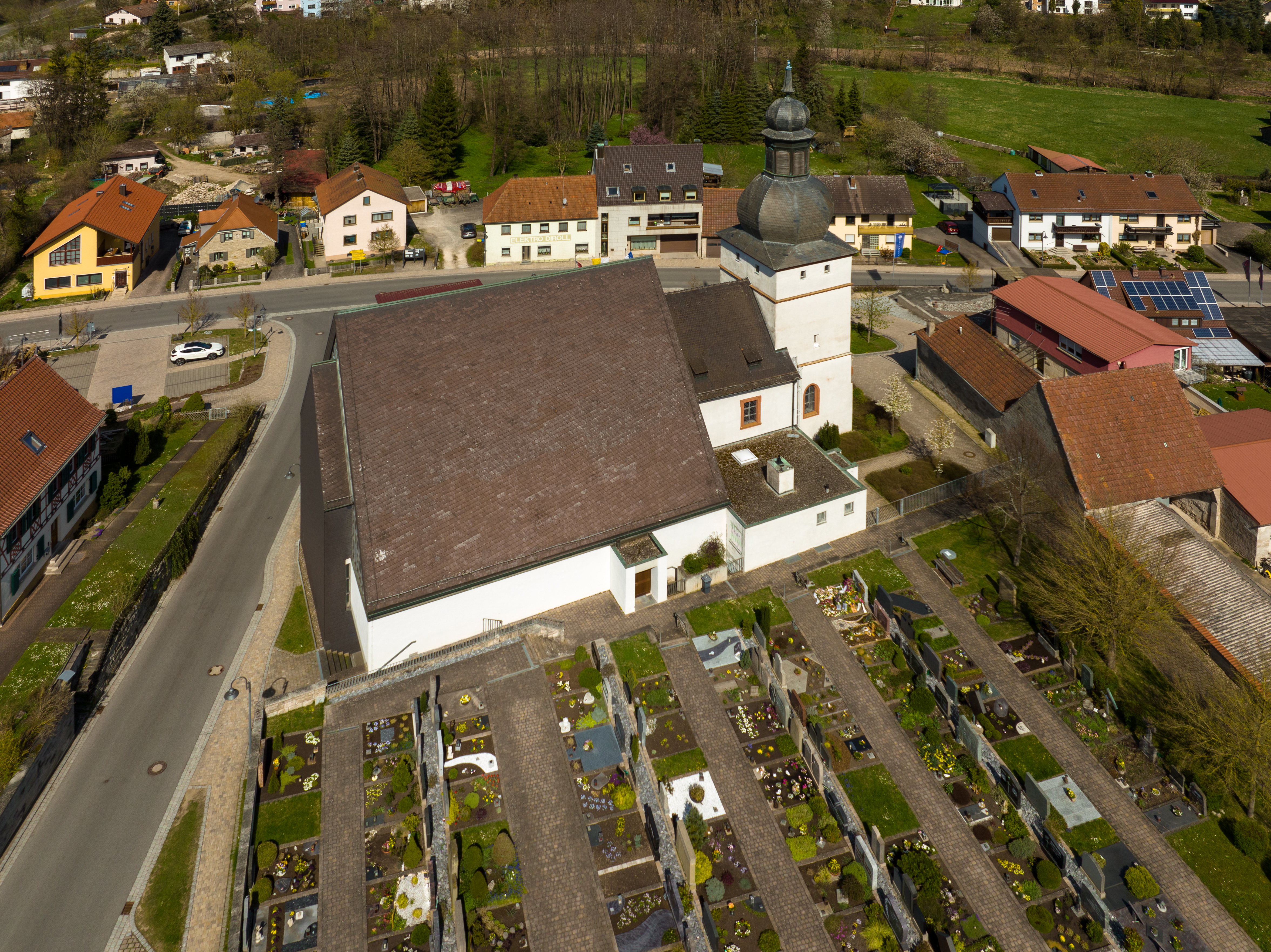
St. Jakobus der Ältere (Trossenfurt)

Die römisch-katholische Kuratiekirche St. Jakobus der Ältere steht in Trossenfurt, einem Gemeindeteil von Oberaurach im unterfränkischen Landkreis Haßberge in Bayern. Der Chorturm des denkmalgeschützten Bauwerks stammt im Kern aus dem 13. Jahrhundert. Die Kuratie gehört zur Pfarreiengemeinschaft Main-Steigerwald (Eltmann) im Dekanat Haßberge des Bistums Würzburg.

## Beschreibung
Die spätromanische Saalkirche wurde im 13. Jahrhundert erbaut. Ihr Chorturm mit der halbrunden Apsis im Osten blieb im Wesentlichen erhalten. Ihm wurde jedoch in späteren Zeiten eine schiefergedeckte Welsche Haube aufgesetzt. Das mit einem Satteldach bedeckte Langhaus im Westen wurde 1975/76 abgerissen und durch einen modernen Neubau ersetzt. Zur barocken Kirchenausstattung gehört ein Hochaltar mit einem Marienbildnis im Altarretabel. Die beiden von Johann Thomas Wagner gebauten Seitenaltäre, die aus der Wallfahrtskirche  Maria Limbach stammen, wurden erst im Jahre 1752 aufgestellt. 